# Tomistoma calaritanus
Tomistoma calaritanus era una specie di coccodrillo vissuta in Sardegna nel tardo Miocene (fra la fine del Messiniano e l'inizio del Tortoniano). I suoi resti fossili sono stati trovati all'interno della città di Cagliari (da cui l'aggettivo calaritanus) nella zona di Is Mirrionis nel 1868. I fossili furono studiati prima a Cagliari da Patrizio Gennari, e poi a Bologna da Giovanni Capellini, che gli assegnò la classificazione corrente. Tali resti erano costituiti da un cranio, alcune osteodermi, vertebre e costole, una parte dei quali è poi andata perduta durante i bombardamenti su Cagliari nella seconda guerra mondiale. In particolare il cranio fu gravemente danneggiato, ma fortunatamente ne era già stato realizzato un calco a Bologna. A partire da tale calco fu poi realizzato un ulteriore calco, attualmente conservato nel Museo sardo di geologia e paleontologia D. Lovisato dell'Università di Cagliari.

Era molto probabilmente simile al moderno falso gaviale (Tomistoma schlegelii), anche se l'appartenenza al genere Tomistoma è stata messa in discussione.

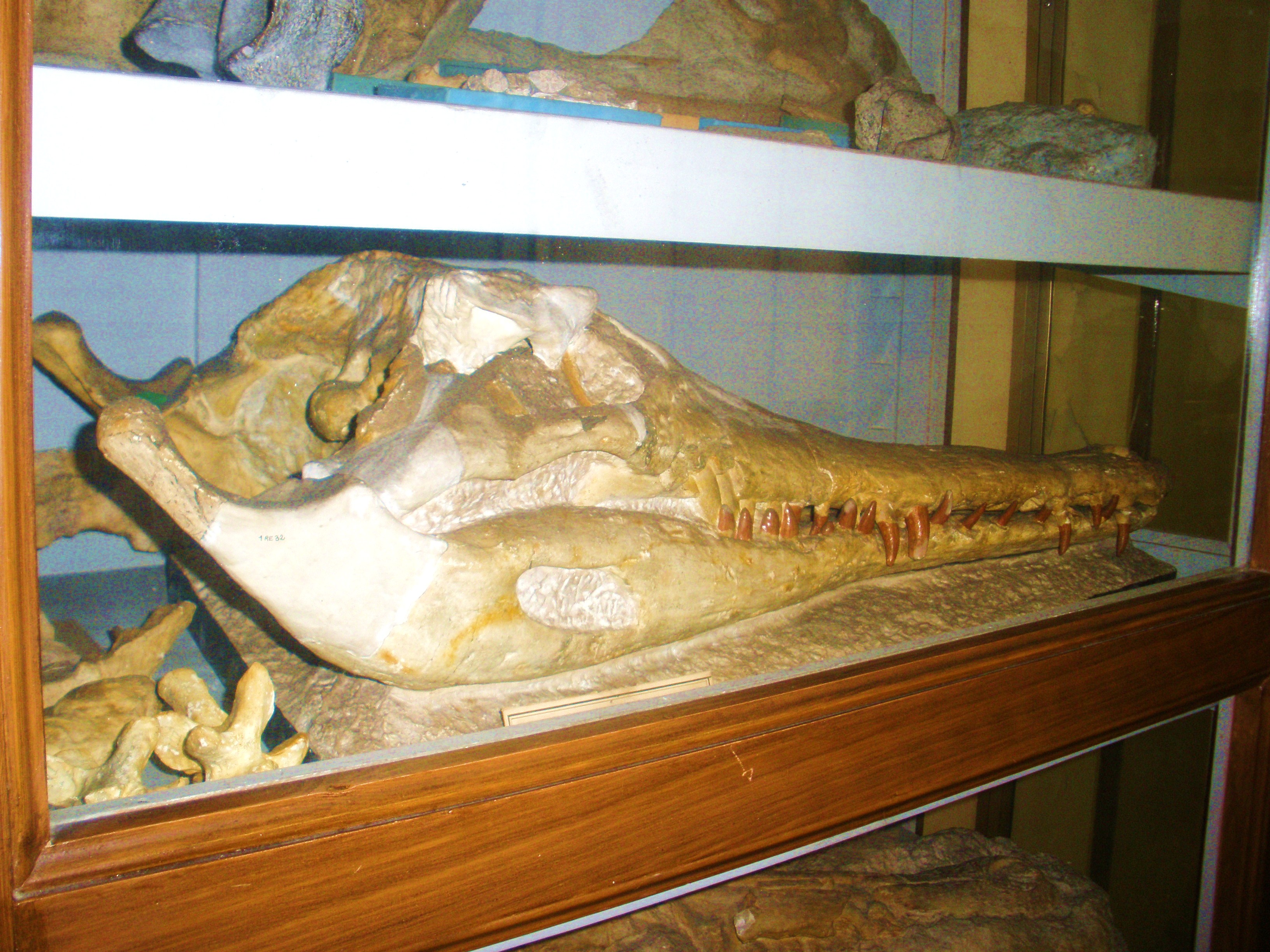
Calco del cranio, conservato presso il Museo Geologico G. Cappellini di Bologna